# Кольмар-1
Кольма́р-1 (фр. Colmar-1) — кантон на северо-востоке Франции в регионе Гранд-Эст (бывший Эльзас — Шампань — Арденны — Лотарингия), департамент Верхний Рейн, округ Кольмар — Рибовилле. Кантон был создан 22 марта 2015 года, он включает в себя часть города Кольмар и коммуну Энжерсем.

## История
Кантон Кольмар-1 — новая единица административно-территориального деления Франции (департамент Верхний Рейн, округ Кольмар — Рибовилле), созданная декретом от 21 февраля 2014 года. Новая норма административного деления вступила в силу на первых региональных (территориальных) выборах (новый тип выборов во Франции). Таким образом, единые территориальные выборы заменяют два вида голосования, существовавших до сих пор: региональные выборы и кантональные выборы (выборы генеральных советников). Первые выборы такого типа, на которых избирают одновременно и региональных советников (членов парламентов французских регионов) и генеральных советников (членов парламентов французских департаментов) состоялись в городе Кольмар 22 марта 2015 года. Эта дата официально считается датой создания нового кантона. Начиная с этих выборов, советники избираются по смешанной системе (мажоритарной и пропорциональной). Избиратели каждого кантона выбирают Совет департамента (новое название генерального Совета): двух советников разного пола. Этот новый механизм голосования потребовал перераспределения коммун по кантонам, количество которых в департаменте уменьшилось вдвое с округлением итоговой величины вверх до нечётного числа в соответствии с условиями минимального порога, определённого статьёй 4 закона от 17 мая 2013 года. В результате пересмотра общее количество кантонов департамента Верхний Рейн в 2015 году уменьшилось с 31-го до 17-ти.
Советники департаментов избираются сроком на 6 лет. Выборы территориальных и генеральных советников проводят по смешанной системе: 80 % мест распределяется по мажоритарной системе и 20 % — по пропорциональной системе на основе списка департаментов. В соответствии с действующей во Франции избирательной системой для победы на выборах кандидату в первом туре необходимо получить абсолютное большинство голосов (то есть больше половины голосов из числа не менее 25 % зарегистрированных избирателей). В случае, когда по результатам первого тура ни один кандидат не набирает абсолютного большинства голосов, проводится второй тур голосования. К участию во втором туре допускаются только те кандидаты, которые в первом туре получили поддержку не менее 12,5 % от зарегистрированных и проголосовавших «за» избирателей. При этом, для победы во втором туре выборов достаточно простого большинства (побеждает кандидат, набравший наибольшее число голосов).

## Состав кантона
Новый кантон в составе округа Кольмар — Рибовилле сформирован 22 марта 2015 года. По данным INSEE, кантон Кольмар-1 включает в себя часть коммуны Кольмар и коммуну Энжерсем из состава упразднённого кантона Кайзерсберг. Численность населения кантона — 44 383 человека (2012).

## Список коммун
| Коммуна  | Французское название | Площадь, км²                | Население, чел. (2012)         |
| -------- | -------------------- | --------------------------- | ------------------------------ |
| Кольмар  | Colmar               | Кантон: — ? (всего — 66,57) | Кантон: 44 383 (всего: 67 257) |
| Энжерсем | Ingersheim           | 7,44                        | 4621                           |